# Пластилин

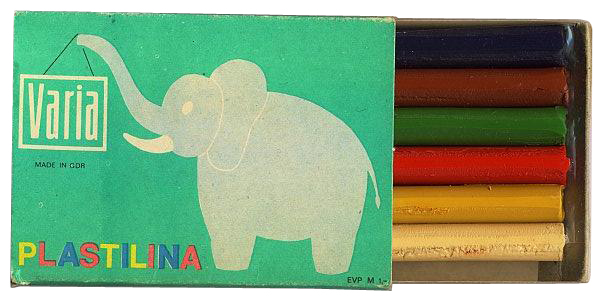
Коробка пластилина

Пластили́н (итал. plastilina, от др.-греч. πλαστός — лепной) — материал для ручной лепки. Ранее изготавливался из очищенного и размельченного порошка глины с добавлением воска, животных жиров и других веществ, препятствующих высыханию. В настоящее время при производстве пластилина используют также высокомолекулярный полиэтилен (ВМПЭ), поливинилхлорид (ПВХ), каучуки и другие высокотехнологичные материалы. Окрашивается в различные цвета. Служит для выполнения фигур эскизов для скульптурных работ, небольших моделей, произведений малых форм.

## Умный пластилин
Умный пластилин или, как его ещё называют, — хендгам (дословно с англ. — «ручная жвачка») — вещество на основе силикона, на ощупь напоминает жевательную резинку, но обладает интересными свойствами тиксотропных жидкостей. За счёт этого он течет, рвётся, ломается и т. д. За счет других составляющих может ещё магнититься, светиться, менять цвет. Похожими свойствами обладает гудрон при относительно низких температурах.

## Пластилиновая анимация

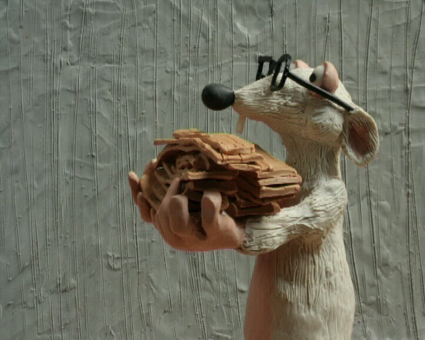
Пластилиновая анимация

Пластилиновая мультипликация — вид мультипликации. Пластилиновая анимация производится путём покадровой съёмки пластилиновых объектов с модификацией в промежутках между кадрами.